# نام‌های سیاهپوستان آمریکایی
نام‌های سیاهپوستان آمریکایی بخشی جدایی ناپذیر از سنت سیاهپوستان آمریکایی است. در حالی که بسیاری از سیاه‌پوستان آمریکایی از نام‌هایی استفاده می‌کنند که در فرهنگ گسترده‌تر آمریکایی محبوب هستند، تعدادی از گرایش‌های نام‌گذاری خاص در فرهنگ آفریقایی-آمریکایی پدیدار شده‌است.

## تاریخ
به‌طور گسترده باور بر این است که تا قبل از دهه ۱۹۵۰ و ۱۹۶۰، اکثر نام‌های سیاهپوستان آمریکایی شباهت زیادی به نام‌هایی داشتند که در فرهنگ اروپایی-آمریکایی استفاده می‌شد. حتی در میان جمعیت سفیدپوست آمریکایی، چند نام بسیار رایج به نوزادان آن دوران داده می‌شد، و نام‌های مستعار اغلب برای متمایز کردن افراد مختلف با یک نام مورد استفاده قرار می‌گرفتند. همچنین برای مهاجران و اقلیت‌های فرهنگی بسیار متداول بود که نام نوزادان را به نحوی انتخاب کنند یا نام خود را تغییر دهند تا با فرهنگ گسترده‌تر آمریکا سازگار باشد. این برای هر دو نام کوچک و نام خانوادگی اعمال می‌شد.
تحقیقات اخیر توسط مورخان اقتصادی لیزا دی کوک، جان پارمن و تروون لوگان نشان می‌دهد که شیوه‌های نام‌گذاری متمایز آفریقایی-آمریکایی در اوایل دوره قبل از جنگ اتفاق افتاده‌است. با این حال، آن نام‌های اولیه دیگر توسط سیاه پوستان استفاده نمی‌شود.
با ظهور جنبش حقوق مدنی دهه ۱۹۶۰ و پادفرهنگ گسترده‌تر در دهه ۱۹۶۰، افزایش چشمگیری در نام‌های سیاهپوستان-آمریکایی با ریشه‌های مختلف مشاهده شد. پروفسور ژان تونگی، استاد دانشگاه ایالتی سن دیگو، معتقد است که تغییر نام‌های منحصربه‌فرد برای نوزادان سیاه‌پوست آمریکایی نیز نتیجه تغییر فرهنگی در آمریکا است که به فردیت نسبت به همنوایی اهمیت می‌دهد.
در سال ۲۰۰۴، فرایر و همکاران. تغییر سریع در شیوه‌های نامگذاری در اوایل دهه ۱۹۷۰، با پذیرش سریع نام‌های سیاه و سفید مشخص، به ویژه در محله‌های کم درآمد و منزوی از نظر نژادی را بررسی کرد. آنها طرفدار یک مدل توضیحی هستند که تغییر در ادراک سیاهان از هویت آنها را به جنبش قدرت سیاه نسبت می‌دهد.

## تأثیرات و عرف‌ها
لیبرسون و میکلسون از دانشگاه هاروارد، اسامی سیاه‌پوستان را تجزیه و تحلیل کردند و دریافتند که شیوه‌های نام‌گذاری نوآورانه اخیر از قراردادهای زبانی آمریکایی پیروی می‌کنند، حتی اگر مستقل از سازمان‌ها یا مؤسسات باشند. نام‌هایی که توسط مردم سیاهپوست-آمریکایی استفاده می‌شود، اغلب اختراع شده‌اند یا با املای خلاقانه‌ای از نام‌های سنتی‌تر استفاده می‌شوند. برخی از نام‌ها با استفاده از هجاهای مد روز ایجاد می‌شوند، به عنوان مثال پیشوندهای La- یا De- و پسوندهای -ique یا -isha. همچنین، گاهی اوقات از علائم نگارشی مانند آپاستروف و خط تیره استفاده می‌شود (البته به ندرت).

### اسامی افرومرکزی و اختراعی

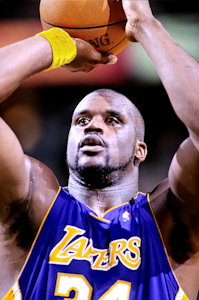
شکیل اونیل بسکتبالیست. شکیل که به «شک» خلاصه شده‌است، نمونه‌ای از املای اختراعی سپاهپوست-آمریکایی نام شکیل است.

جنبش افرومرکزی که در طول دهه ۱۹۷۰ به محبوبیت رسید، شاهد ظهور نام‌های آفریقایی در میان سیاهپوستان آمریکایی و همچنین نام‌هایی بود که تصور می‌شد آفریقایی به نظر برسد. نام‌هایی مانند اشانتی ریشه آفریقایی دارند. جنبش قدرت سیاه بسیاری را برانگیخت تا به میراث خود افتخار کنند. استنلی لیبرسون، جامعه‌شناس دانشگاه هاروارد، خاطرنشان کرد که در سال ۱۹۷۷، پس از استفاده از این نام در کتاب و مجموعه تلویزیونی ریشه‌ها، محبوبیت نام " کیزی " به‌طور چشمگیری افزایش یافت.

### اسامی مسلمان

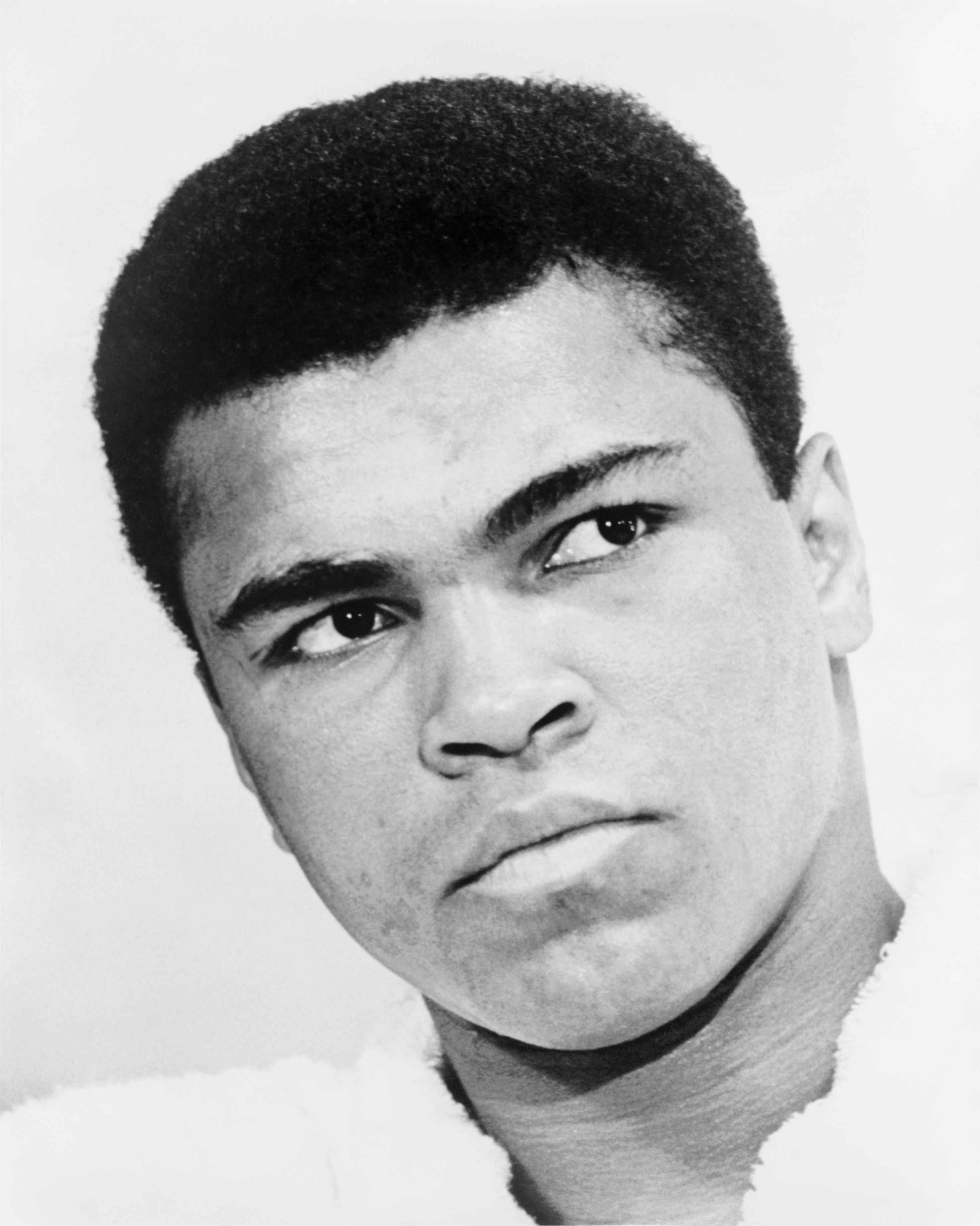
تغییر نام محمد علی از کاسیوس کلی در سال ۱۹۶۴ به الهام بخشیدن به محبوبیت نام‌های مسلمان در فرهنگ آفریقایی-آمریکایی کمک کرد.

اسلام بر نام‌های آفریقایی-آمریکایی تأثیر گذاشته‌است. اسامی اسلامی با ظهور امت اسلام در میان سیاهپوستان آمریکایی با تمرکز بر حمایت از سیاهان وارد فرهنگ سیاهپوستان آمریکایی شد. نام‌های رایج عایشه، عالیه، و غیره نیز نمونه‌هایی از اسامی برگرفته از اسلام هستند.
تعدادی از سلبریتی‌های سیاهپوست آمریکایی شروع به انتخاب نام‌های مسلمان کردند، از جمله محمد علی، که در سال ۱۹۶۴ نام خود را از کاسیوس مارسلوس کلی، جونیور تغییر داد. دیگر سلبریتی‌هایی که نام‌های مسلمان را برگزیدند عبارتند از کریم عبدالجبار (لو السیندور سابق) و امیری باراکا (لوروی جونز سابق). علیرغم ریشه مسلمانی این اسامی و جایگاه امت اسلام در جنبش حقوق مدنی، بسیاری از نام‌های مسلمان مانند جمال و مالک صرفاً به دلیل مد بودن در میان سیاه‌پوستان آمریکایی مورد استفاده قرار گرفت و امروزه بسیاری از نام‌های اسلامی معمولاً بدون توجه به مذهب توسط سیاهپوستان آمریکایی مورد استفاده قرار می‌گیرد.

### نام‌های اروپایی و کتاب مقدس
حتی با ظهور نام‌های ایجاد شده، استفاده از نام‌های کتاب مقدس، تاریخی یا اروپایی برای آمریکایی‌های سیاهپوست نیز رایج است. دانیل، کریستوفر، مایکل، دیوید، جیمز، جوزف و متیو از جمله رایج‌ترین نام‌های پسران سیاهپوست آمریکایی در سال ۲۰۱۳ بودند.